# Stenasellus vermeuleni
Stenasellus vermeuleni is een pissebed uit de familie Stenasellidae. De wetenschappelijke naam van de soort is voor het eerst geldig gepubliceerd in 2000 door Guy Magniez & Jan Hendrik Stock.